# Eucereon mexicanum
Eucereon mexicanum là một loài bướm đêm thuộc phân họ Arctiinae, họ Erebidae.